# Fudbalski Klub Mogren 2009-2010
Questa voce raccoglie le informazioni riguardanti il Fudbalski Klub Mogren nelle competizioni ufficiali della stagione 2009-2010.

## Rosa
| N. |                                 | Ruolo | Calciatore          |
| -- | ------------------------------- | ----- | ------------------- |
|    | Montenegro (bandiera)           | P     | Nemanja Popović     |
|    | Montenegro (bandiera)           | P     | Ivan Janjušević     |
|    | Montenegro (bandiera)           | P     | Ivan Butorović      |
|    | Montenegro (bandiera)           | D     | Draško Božović      |
|    | Montenegro (bandiera)           | D     | Luka Pejović        |
|    | Bosnia ed Erzegovina (bandiera) | D     | Nemanja Janičić     |
|    | Montenegro (bandiera)           | D     | Milko Novaković     |
|    | Montenegro (bandiera)           | D     | Merlin Skenderi     |
|    | Montenegro (bandiera)           | D     | Nebojša Božović     |
|    | Montenegro (bandiera)           | D     | Argzim Redžović     |
|    | Montenegro (bandiera)           | D     | Janko Simović       |
|    | Serbia (bandiera)               | C     | Ajazdin Nuhi        |
|    | Croazia (bandiera)              | C     | Aleksandar Kapisoda |
|    | Serbia (bandiera)               | C     | Dušan Mojsilović    |
|    | Serbia (bandiera)               | C     | Goran Jovanović     |
|    | Montenegro (bandiera)           | C     | Bojan Kalezić       |

| N. |                       | Ruolo | Calciatore         |
| -- | --------------------- | ----- | ------------------ |
|    | Montenegro (bandiera) | C     | Srđa Kosović       |
|    | Montenegro (bandiera) | C     | Vladimir Vujović   |
|    | Montenegro (bandiera) | C     | Balsa Božović      |
|    | Montenegro (bandiera) | C     | Goran Ivanović     |
|    | Montenegro (bandiera) | C     | Petar Grbić        |
|    | Montenegro (bandiera) | C     | Lazar Martinović   |
|    | Montenegro (bandiera) | C     | Luka Tiodorović    |
|    | Montenegro (bandiera) | C     | Marko Ćetković     |
|    | Montenegro (bandiera) | A     | Srđan Radonjić     |
|    | Montenegro (bandiera) | A     | Radislav Sekulić   |
|    | Montenegro (bandiera) | A     | Milenko Nerić      |
|    | Montenegro (bandiera) | A     | Božo Milić         |
|    | Montenegro (bandiera) | A     | Okica Karadžić     |
|    | Montenegro (bandiera) | A     | Miloš Jovanović    |
|    | Montenegro (bandiera) | A     | Vladimir Gluščević |